# Southgate (Kentucky)
Southgate is een plaats (city) in de Amerikaanse staat Kentucky, en valt bestuurlijk gezien onder Campbell County.

## Demografie
Bij de volkstelling in 2000 werd het aantal inwoners vastgesteld op 3472.
In 2006 is het aantal inwoners door het United States Census Bureau geschat op 3311, een daling van 161 (-4,6%).

## Geografie
Volgens het United States Census Bureau beslaat de plaats een oppervlakte van
3,7 km², geheel bestaande uit land.

## Geschiedenis
Op 28 mei 1977 vond de brand in de Beverly Hills Supper Club plaats. Hierbij vielen 165 doden en raakten 200 personen gewond.

## Plaatsen in de nabije omgeving
De onderstaande figuur toont nabijgelegen plaatsen in een straal van 4 km rond Southgate.